# 9K34 Strela-3
9K34 Strela-3 (tiếng Nga: 9К34 «Стрела-3»;nghĩa là "mũi tên") là một hệ thống phòng không cá nhân (MANPADS) do Liên Xô phát triển nhằm thay thế hệ thống 9K32 Strela 2 (SA-7 Grail). "9K34" là mã định danh của GRAU và tên định danh NATO là SA-14 Gremlin. Tên lửa chủ yếu dựa vào loại tên lửa Strela 2, nên nó được phát triển khá nhanh. Vũ khí mới được chấp nhận đưa vào trang bị trong Quân đội Liên Xô vào tháng 1 năm 1974.
Sự thay đổi đáng kể nhất là trang bị cho tên lửa đầu dẫn đường hồng ngoại mới hoàn toàn. Đầu dẫn đường mới làm việc dựa trên nguyên lý điều chế FM, phương pháp này ít bị ảnh hưởng bởi nhiễu hay mồi nhiệt hơn so với các đầu dẫn đường dùng điều chế AM. Tên lửa có cơ chế làm mát đầu dẫn đường hồng ngoại, làm tăng khả năng phân biệt nguồn nhiệt mục tiêu hay các bẫy hồng ngoại.
Tên lửa Strela-3 đã được xuất khẩu sang hơn 30 quốc gia.
Strela-3 dùng đạn tên lửa 9M36. Tiếp theo Strela-3 là Igla.
Phiên bản hải quân của Strela-3 có tên định danh NATO là SA-N-8